# China-Laos-Eisenbahn
| CR200J in Vang Vieng vor seiner Jungfernfahrt (2021) |                      |                              |                              |
| Streckenlänge: | 414 km               |                              |                              |
| Spurweite: | 1435 mm (Normalspur) |                              |                              |
| Stromsystem: | 25 kV, 50 Hz ~       |                              |                              |
| Streckengeschwindigkeit: | 160 km/h             |                              |                              |
| |                      |                              |                              |
| \| \| \| Bahnstrecke Yuxi–Mohan \| 1435 mm \| \| \| \| Freundschaftstunnel (9680 m) \| \| \| \| \| Volksrepublik China/Laos \| \| \| \| \| \| \| \| \| \| Moding \| \| \| \| \| Nateuy[Anm. 1] \| \| \| \| \| Na Moh \| \| \| \| \| Na Thong \| \| \| \| \| Muang Xay \| \| \| \| \| Na Khok Tay \| \| \| \| \| Mueng Nga \| \| \| \| \| Huay Han \| \| \| \| \| Luang Prabang \| \| \| \| \| Xiang Ngoen \| \| \| \| \| Sala Phu Khun \| \| \| \| \| Mueng Kasi \| \| \| \| \| Ban Pha Daeng \| \| \| \| \| Vang Vieng \| \| \| \| \| Vang Khi \| \| \| \| \| Muang Phôn-Hông \| \| \| \| \| Ban Saka \| \| \| \| \| Vientiane Nord \| \| \| \| \| Vientiane \| \| \| \| \| Vientiane Süd \| \| |                      |                              |                              |
| Strecke |                      | Bahnstrecke Yuxi–Mohan       | 1435 mm                      |
| Tunnelanfang |                      | Freundschaftstunnel (9680 m) | Freundschaftstunnel (9680 m) |
| Grenze (im Tunnel) |                      | Volksrepublik China/Laos     | Volksrepublik China/Laos     |
| Tunnelende |                      |                              |                              |
| Bahnhof |                      | Moding                       | Moding                       |
| Bahnhof |                      | Nateuy                       | Nateuy                       |
| Haltepunkt / Haltestelle |                      | Na Moh                       | Na Moh                       |
| Dienststation / Betriebs- oder Güterbahnhof |                      | Na Thong                     | Na Thong                     |
| Bahnhof |                      | Muang Xay                    | Muang Xay                    |
| Dienststation / Betriebs- oder Güterbahnhof |                      | Na Khok Tay                  | Na Khok Tay                  |
| Haltepunkt / Haltestelle |                      | Mueng Nga                    | Mueng Nga                    |
| Dienststation / Betriebs- oder Güterbahnhof |                      | Huay Han                     | Huay Han                     |
| Bahnhof |                      | Luang Prabang                | Luang Prabang                |
| Dienststation / Betriebs- oder Güterbahnhof |                      | Xiang Ngoen                  | Xiang Ngoen                  |
| Dienststation / Betriebs- oder Güterbahnhof |                      | Sala Phu Khun                | Sala Phu Khun                |
| Haltepunkt / Haltestelle |                      | Mueng Kasi                   | Mueng Kasi                   |
| Dienststation / Betriebs- oder Güterbahnhof |                      | Ban Pha Daeng                | Ban Pha Daeng                |
| Bahnhof |                      | Vang Vieng                   | Vang Vieng                   |
| Dienststation / Betriebs- oder Güterbahnhof |                      | Vang Khi                     | Vang Khi                     |
| Haltepunkt / Haltestelle |                      | Muang Phôn-Hông              | Muang Phôn-Hông              |
| Dienststation / Betriebs- oder Güterbahnhof |                      | Ban Saka                     | Ban Saka                     |
| Dienststation / Betriebs- oder Güterbahnhof |                      | Vientiane Nord               | Vientiane Nord               |
| Bahnhof |                      | Vientiane                    | Vientiane                    |
| Betriebs-/Güterbahnhof Streckenende |                      | Vientiane Süd                | Vientiane Süd                |

Die China–Laos-Eisenbahn (Laotisch ລົດໄຟລາວ-ຈີນ Lot Fai Lao Djin, auch ທາງລົດໄຟບໍ່ເຕັນ-ນະຄອນຫຼວງວຽງຈັນ Taang Lot Fai Boten – Nakon Luang Wieng Chan, Eisenbahnstrecke Boten–Vientiane) ist eine normalspurige Bahnstrecke vom chinesischen Kunming über den Grenzbahnhof Moding (Boten) durch das nordöstliche Laos zu dessen Hauptstadt Vientiane. Baubeginn war am 25. Dezember 2016, die Inbetriebnahme erfolgte am 3. Dezember 2021. Betrieben wird die Bahnstrecke von der Laos-China Railway Co., Ltd. (LCR) und die Bahnhöfe von der Lao National Railway State Enterprise (LNR)

## Geschichte
2006 schlug China den Bau einer 3900 km langen Schnellfahrstrecke Kunming–Singapur vor, die die Reisezeit zwischen den Metropolen auf gut zehn Stunden verkürzen sollte. 2011 kündigte China den Beginn der Bauarbeiten an. Später wurde die Vorgabe für die Höchstgeschwindigkeit auf 160 km/h heruntergesetzt. Nachdem im September 2015 Bauarbeiten im Wert von 1,2 Mrd. US $ an die China Railway Group vergeben worden waren, fand im Dezember des gleichen Jahres in Laos ein „Erster Spatenstich“ statt, die Bauarbeiten begannen aber erst im Dezember 2016.
Schwierigkeiten gingen von den vielen immer noch vorhandenen Blindgängern aus dem Vietnamkrieg aus. Die US-amerikanischen Bomberverbände hatten während dieses Krieges mehr Sprengstoff über Laos abgeworfen als während des ganzen Zweiten Weltkrieges.
Im März 2020 wurde die Fertigstellung von 90 % der Bauwerke gemeldet und der Beginn der Oberbauarbeiten angekündigt. Im April 2021 wurde auch im nördlichen Teil die Fertigstellung von 97 % der Bauwerke gemeldet und der Beginn der dortigen Gleisarbeiten angekündigt. Die Strecke war am 12. Oktober 2021 fertiggestellt. Am 16. Oktober 2021 wurde der erste Triebzug geliefert, die Tests Anfang Dezember 2021 beendet, um die Einweihungsfeier zum Nationalfeiertag am 2. Dezember 2021 zu ermöglichen. Am 3. Dezember 2021 gab Thongloun Sisoulith, Staatspräsident von Laos, das Abfahrsignal für den ersten Zug von Vientiane nach Vang Vieng. Zeitgleich schickte Chinas Präsident Xi Jinping einen Zug vom Südbahnhof Kunming los. Im ersten Betriebsjahr nutzten etwa 3 Mio. Fahrgäste die Verbindung.

## Finanzierung
Die gesamten Baukosten sollen sich auf 5,7 Mrd. USD belaufen. Weil das kleine, verarmte Laos mit nur sieben Millionen Einwohnern den Bau der Strecke nicht finanzieren konnte, beteiligte sich das Land nur mit 30 % an den Baukosten, die restlichen 70 % wurden von China übernommen. Laos bürgte für die Kredite mit seinem Reichtum an Bodenschätzen. Die Verschuldung entspricht ungefähr 80 % des nominalen Bruttoinlandsprodukts von Laos, was das Land nach Japan, Simbabwe und Griechenland zum viertstärkst verschuldeten Land der Welt macht. Es wird geschätzt, dass die jährlichen Zinsen für das chinesische Darlehen etwa 20 % der laotischen Staatsausgaben betragen. Trotzdem vertritt Laos offiziell den Standpunkt, dass die Wirtschaft des Landes von der Bahnstrecke profitiere, weil die Strecke den Transport vereinfache und Kosten verringern werde. Davon sollen sowohl Landwirtschaft und Industrie als auch der Tourismus profitieren.

## Strecke

### Streckenübersicht Kunming–Vientiane
| Strecke         | Länge  | Inbetriebnahme       | Mehrgleisig       | Stromsystem  | Nutzung durch                 | Höchstgeschwindigkeit                                                            |
| --------------- | ------ | -------------------- | ----------------- | ------------ | ----------------------------- | -------------------------------------------------------------------------------- |
| Kunming–Yuxi    | 106 km | 1993, 2016 erweitert | Ja                | 25 kV, 50 Hz | CRH2, CR200J, HXD3C und HXD3D | 200 km/h (Personenzüge CRH2) 160 km/h (Personenzüge CR200J) 120 km/h (Güterzüge) |
| Yuxi–Mohan      | 507 km | 2021                 | Ja (bis Jinghong) | 25 kV, 50 Hz | CR200J und HXD3C              | 160 km/h (Personenzüge CR200J) 120 km/h (Güterzüge)                              |
| Boten–Vientiane | 422 km | 2021                 | Nein              | 25 kV, 50 Hz | CR200J, HXD3C und 25G         | 160 km/h (Personenzüge CR200J) 120 km/h (Güterzüge, Personenzüge 25G)            |

### Beschreibung

Bahnhof Vientiane

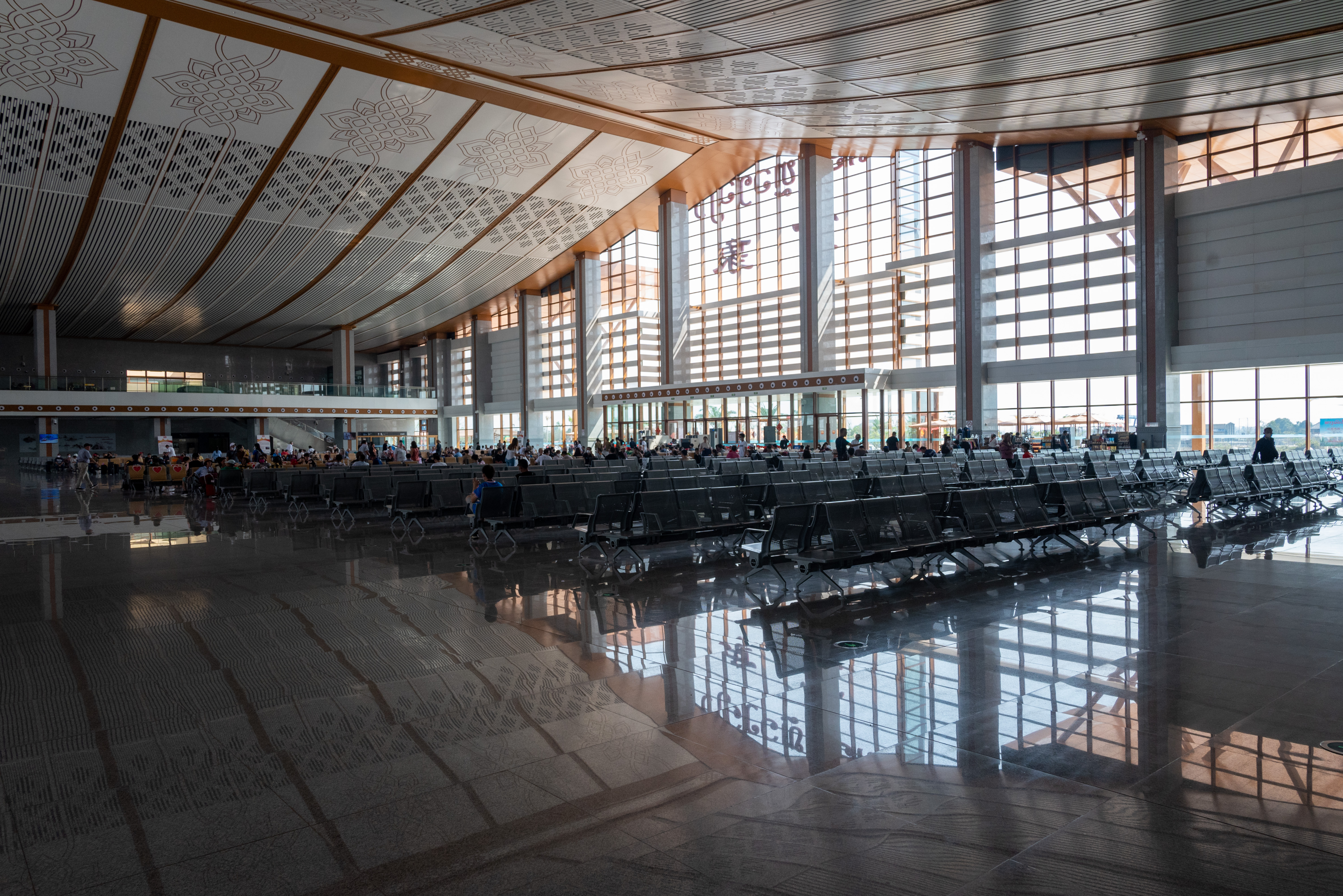
Wartehalle des Bahnhofs in Vientiane

Der laotische Teil der Bahnstrecke, zwischen Boten und Vientiane, ist 422 km lang und eingleisig mit Begegnungsgleisen errichtet worden, streckenweise als Hochbahn sowie in Verkehrswegebündelung mit dem Vientiane-Boten Expressway. An der durchgehend elektrifizierten Strecke liegen 10 Bahnhöfe und Haltepunkte für den Personenverkehr, sowie 10 Bahnhöfe für den Güterverkehr.
Da die Trasse das Truong-Son-Gebirge durchquert, waren sehr viele Kunstbauten notwendig. So verlaufen 15 % der Strecke über 167 Brücken und weitere 47 % in 75 Tunneln. Ihr Bau im instabilen Kalksteingebirge war eine Herausforderung. Die Landesgrenze zwischen China und Laos wird vom 9680 Meter langen Freundschaftstunnel unterquert, von dem 2510 Meter in Laos und 7170 Meter in China liegen.

### Weiterbau
Am 7. August 2022 wurde berichtet, dass die thailändische Regierung nun doch eine Verlängerung der China-Laos-Eisenbahn nach Thailand möchte. Bisher lehnte die Regierung den Weiterbau aus Kostengründen ab.
Lediglich das Thai-Chinese High-speed Rail Project Hochgeschwindigkeitsbahnprojekt Bangkok–Nakhon Ratchasima ist im Bau sowie die Verlängerung der Bahnstrecke Nong Khai–Vientiane zum neuen Bahnhof Khamsavath, jedoch in Meterspur, wurde 2023 fertiggestellt. Eine Umsteigemöglichkeit zwischen den beiden Bahnstrecken gibt es bislang nicht. Bereits in der Vergangenheit wurde über eine Schnellfahrstrecke Kunming–Singapur gesprochen, diese bisher jedoch nicht realisiert.

## Verkehr

### Personenverkehr

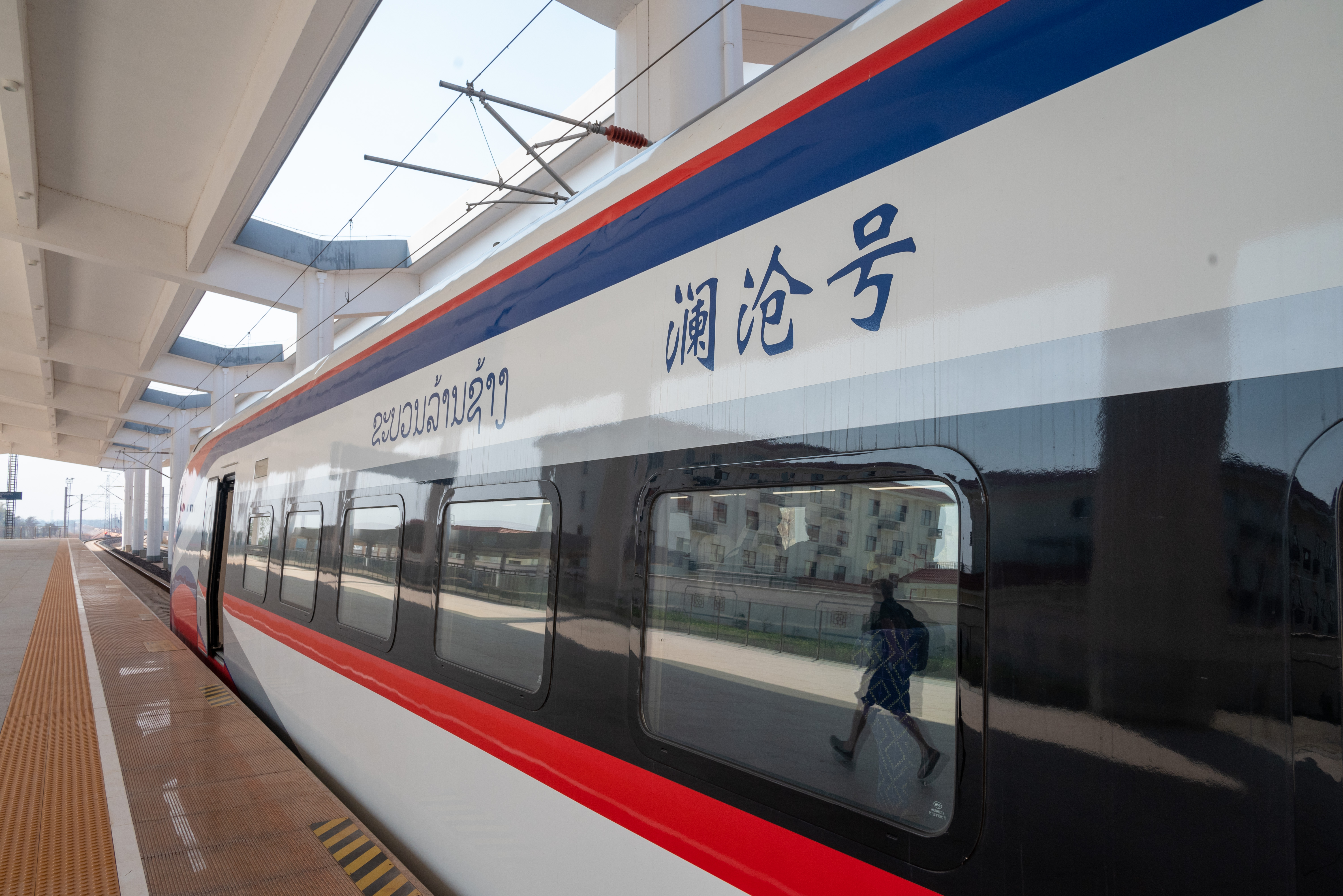
Ein Wagen der Laos-China-Railway in Vientiane

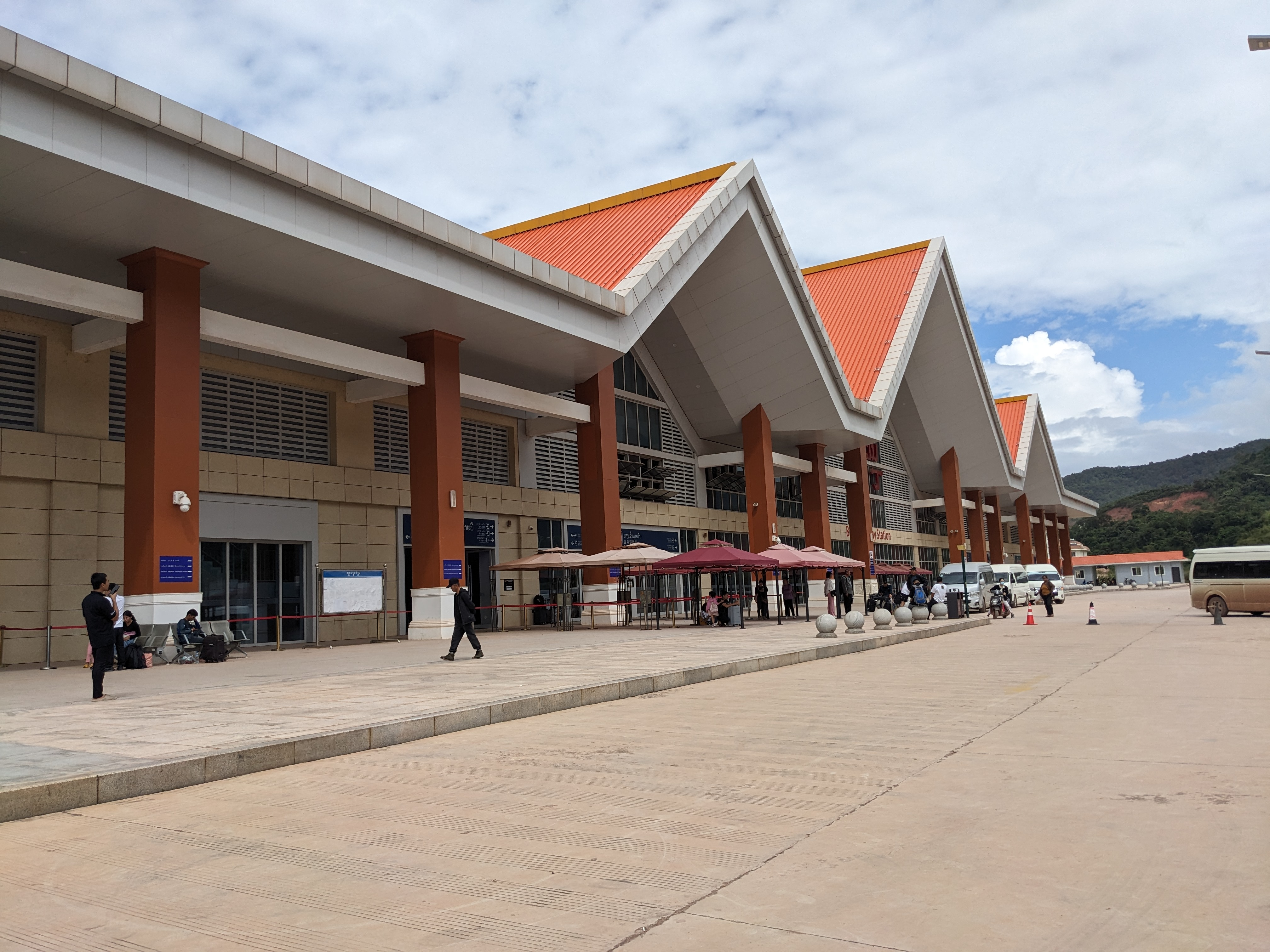
Grenzbahnhof Moding (Boten)

Die laotisch-chinesische Grenze wurde anfangs nur im Güterverkehr überquert, was zunächst mit der Corona-Pandemie begründet wurde. Im Regelverkehr beträgt die Fahrzeit inklusive Grenzkontrollen zwischen Kunming und Vientiane etwa 10 Stunden. Die chinesische Grenzkontrolle findet im Bahnhof Mohan sowie die laotische Grenzkontrolle im Bahnhof Moding (Boten) statt, dazu müssen die Fahrgäste den Zug verlassen. Bereits in den ersten zweieinhalb Monaten des Betriebs wurde die Zahl von einer Million Reisenden überschritten. Im Frühjahr 2023 verkehrten täglich zwei Zugpaare zwischen Kunming und dem chinesischen Grenzort Mohan. Ebenso verkehren täglich zwei Zugpaare zwischen der Grenze und der Hauptstadt. Im ersten Betriebsjahr nutzten knapp 1,5 Mio. Reisende die Verbindung auf dem laotischen Abschnitt und rund 7,5 Mio. auf dem chinesischen Abschnitt. Wegen der hohen Nachfrage werden auch ältere Personenzüge des Typ 25G mit einer Höchstgeschwindigkeit von 120 km/h eingesetzt. Im ersten Betriebsjahr des grenzüberschreitenden Personenverkehrs 2023/2024 nutzten 163.000 Reisende das Angebot.
Der Bahnhof Vientiane ist etwa 15 km in nordöstlicher Richtung vom Stadtzentrum Vientiane entfernt und befindet sich in der Nähe von Khok Gai im Distrikt Xaythany in der Präfektur Vientiane.

### Güterverkehr
Im Güterverkehr fuhren unmittelbar nach der Eröffnung der Strecke zwei Zugpaare pro Tag, bis September 2024 war ihre Zahl auf 17 angewachsen.
In der Anfangsphase wurde mit 300 000 Containern im Jahr gerechnet, 1,2 bis 1,8 Mio. Container im Jahr erwartet. In den ersten zweieinhalb Monaten des Betriebes wurden 500 000 t Güter transportiert, 100 000 t im grenzüberschreitenden Verkehr, in den ersten 11 Monaten 1,7 Mio. t und eine monatliche Wachstumsrate von knapp 17,1 % gemeldet. Mitte 2024 waren seit der Eröffnung der Strecke mehr als 10 Mio. t Güter transportiert worden.
Beim Gütertransport über diese Eisenbahnstrecke liegen die Kosten etwa 30 bis 40 % unter denen des Straßentransports. Zur Jahreswende 2022/2023 wurde gemeldet, dass nun alle auf laotischem Gebiet gelegenen Güterbahnhöfe in Betrieb genommen seien.
Zwischen den Güterbahnhöfen Thanaleng dry port der Bahnstrecke Nong Khai–Vientiane und Vientiane South der China-Laos-Eisenbahn werden die Güter umgeladen.

## Galerie

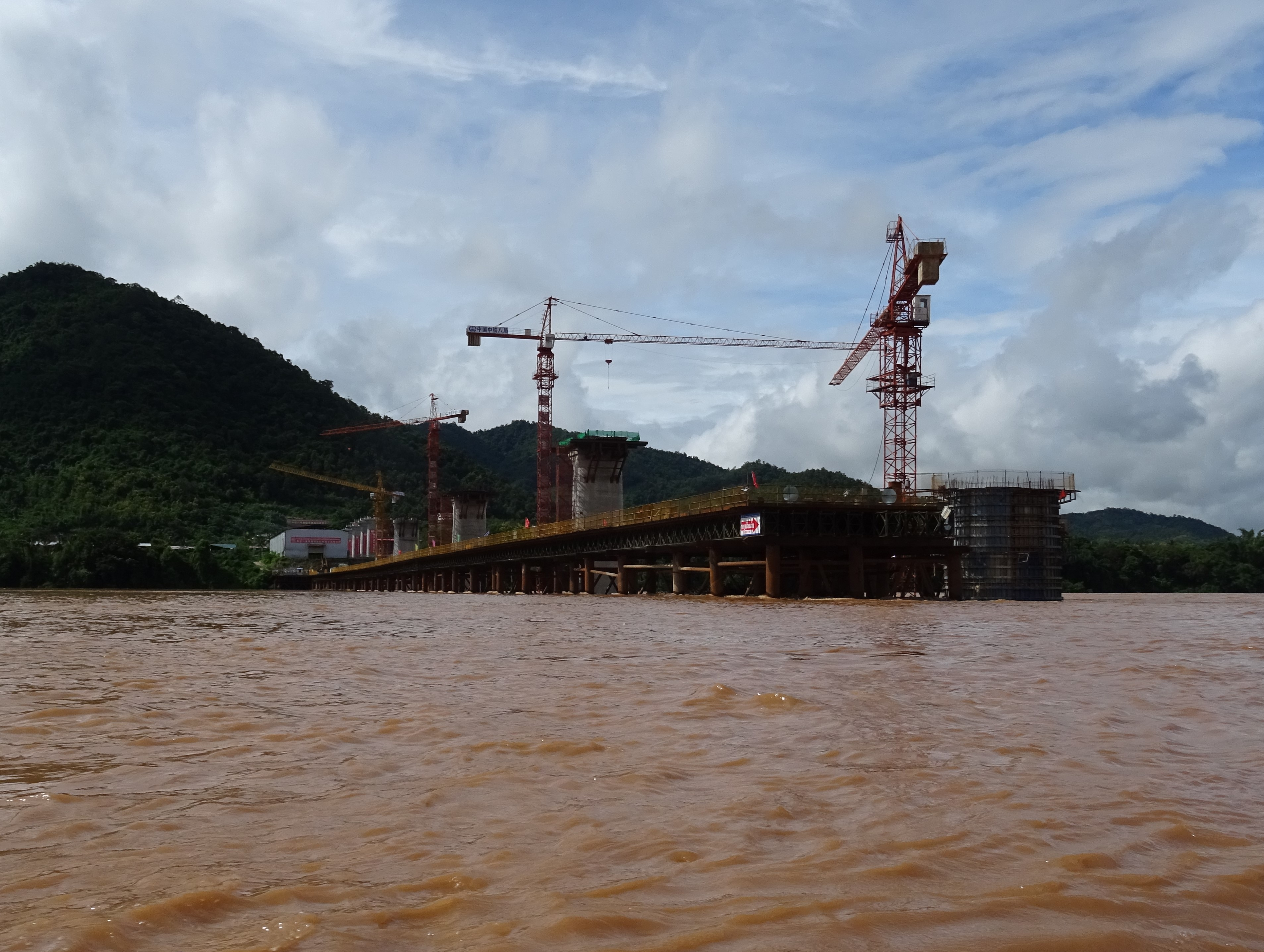
Eisenbahnbrückenbau über dem Mekong in der Provinz Luang Prabang
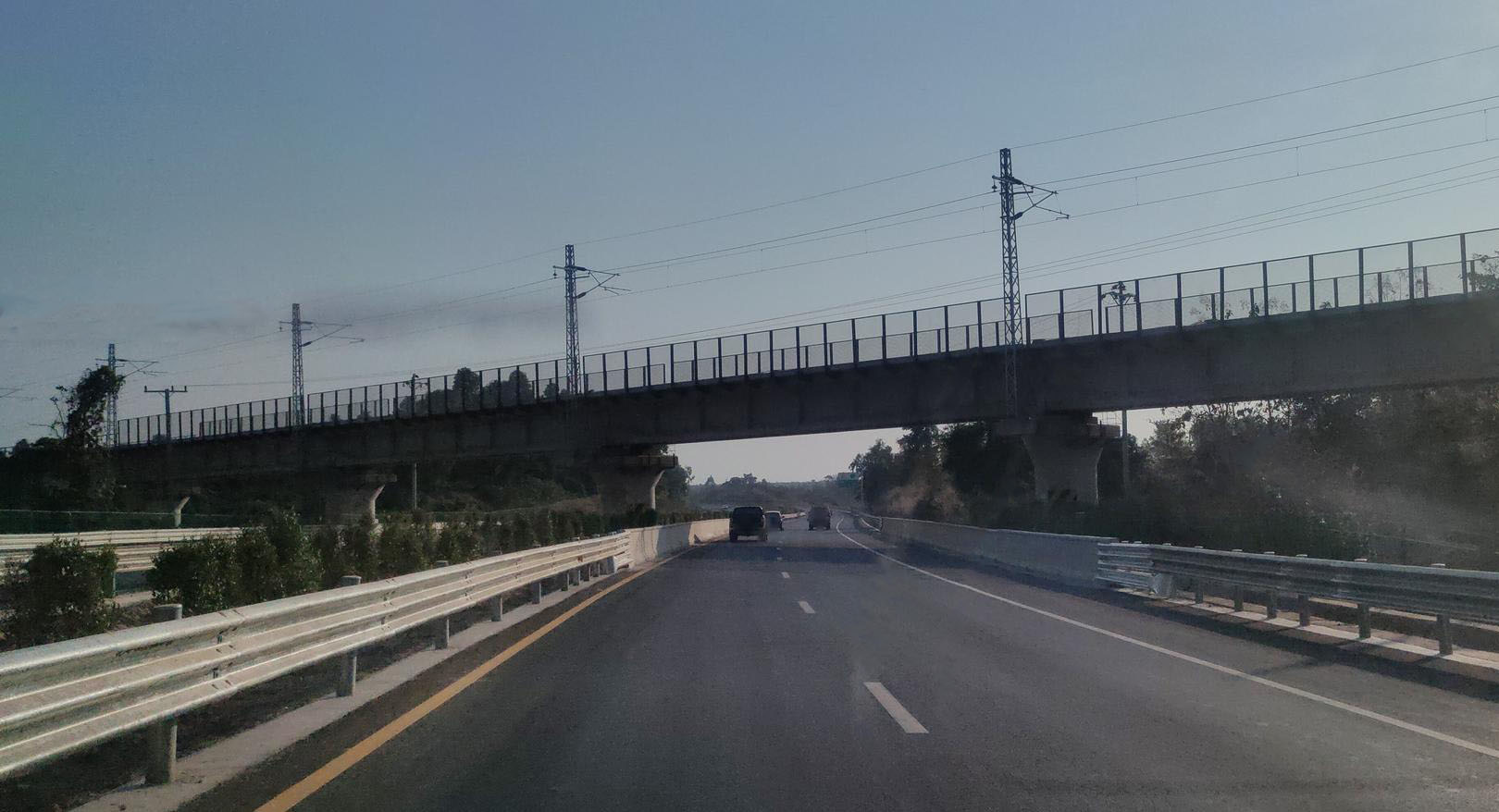
Die Bahnstrecke kreuzt den Vientiane-Boten Expressway
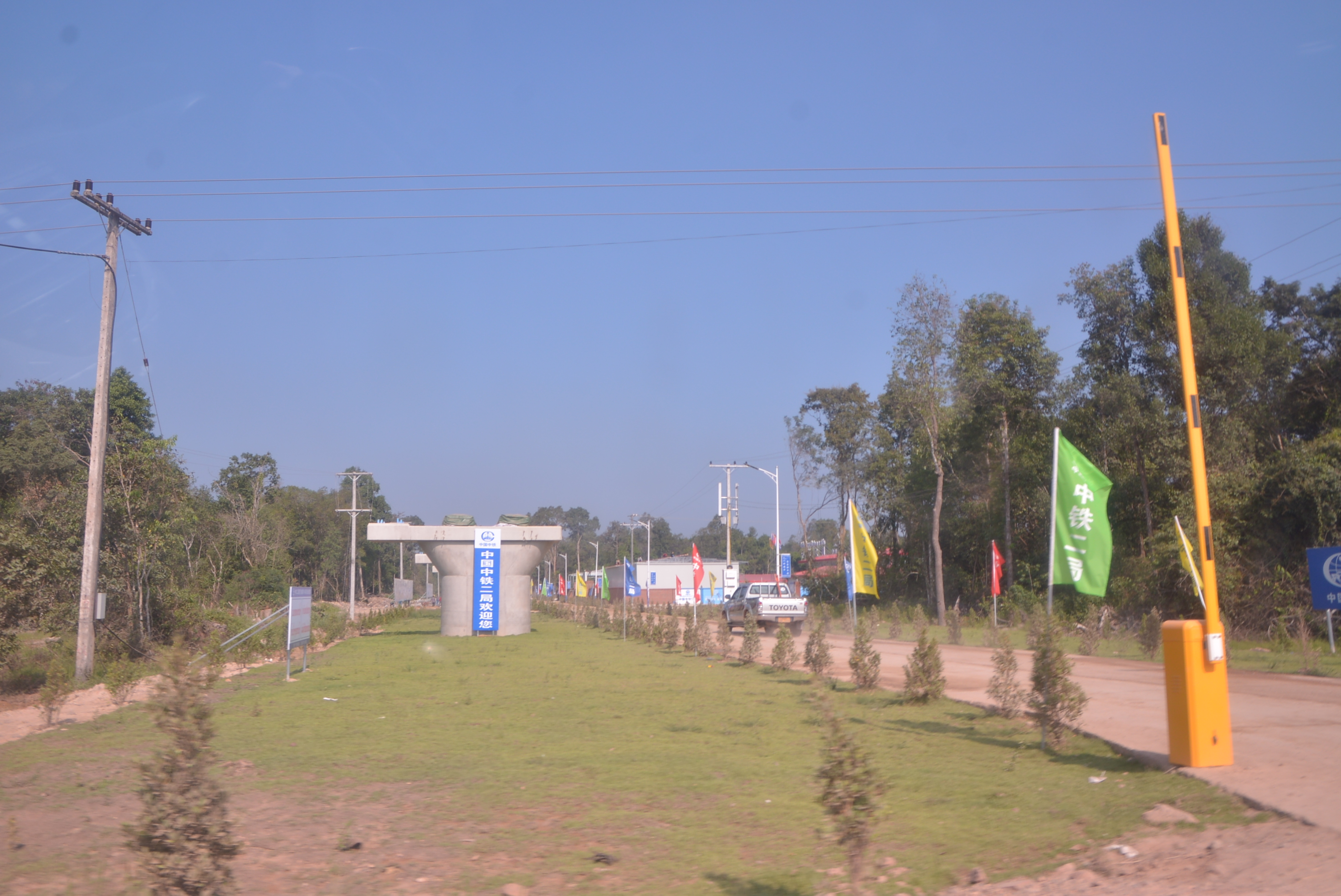
Hochbahn im Bau in der Präfektur Vientiane
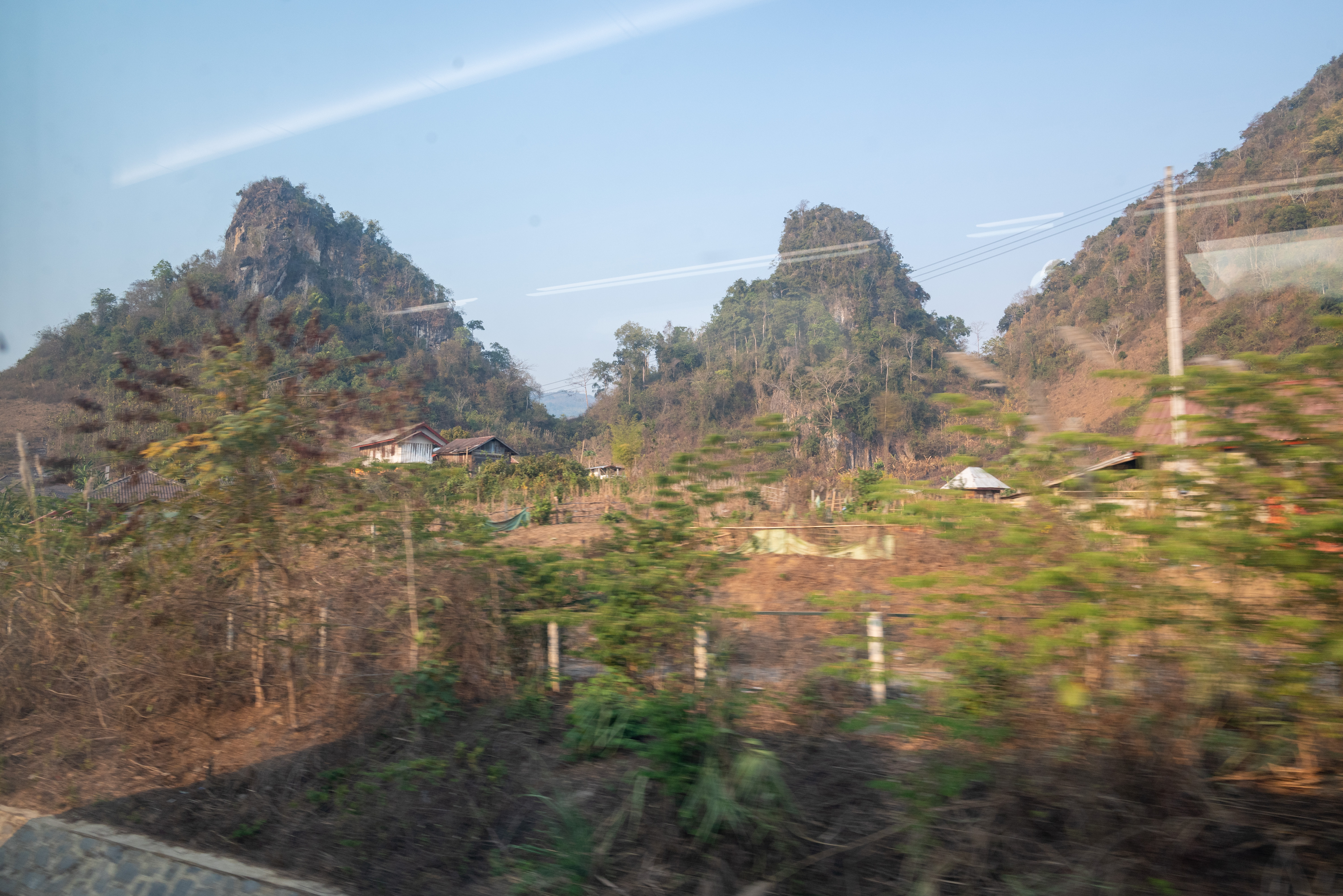
Blick aus dem Fenster zwischen Luang Prabang und Vang Vieng
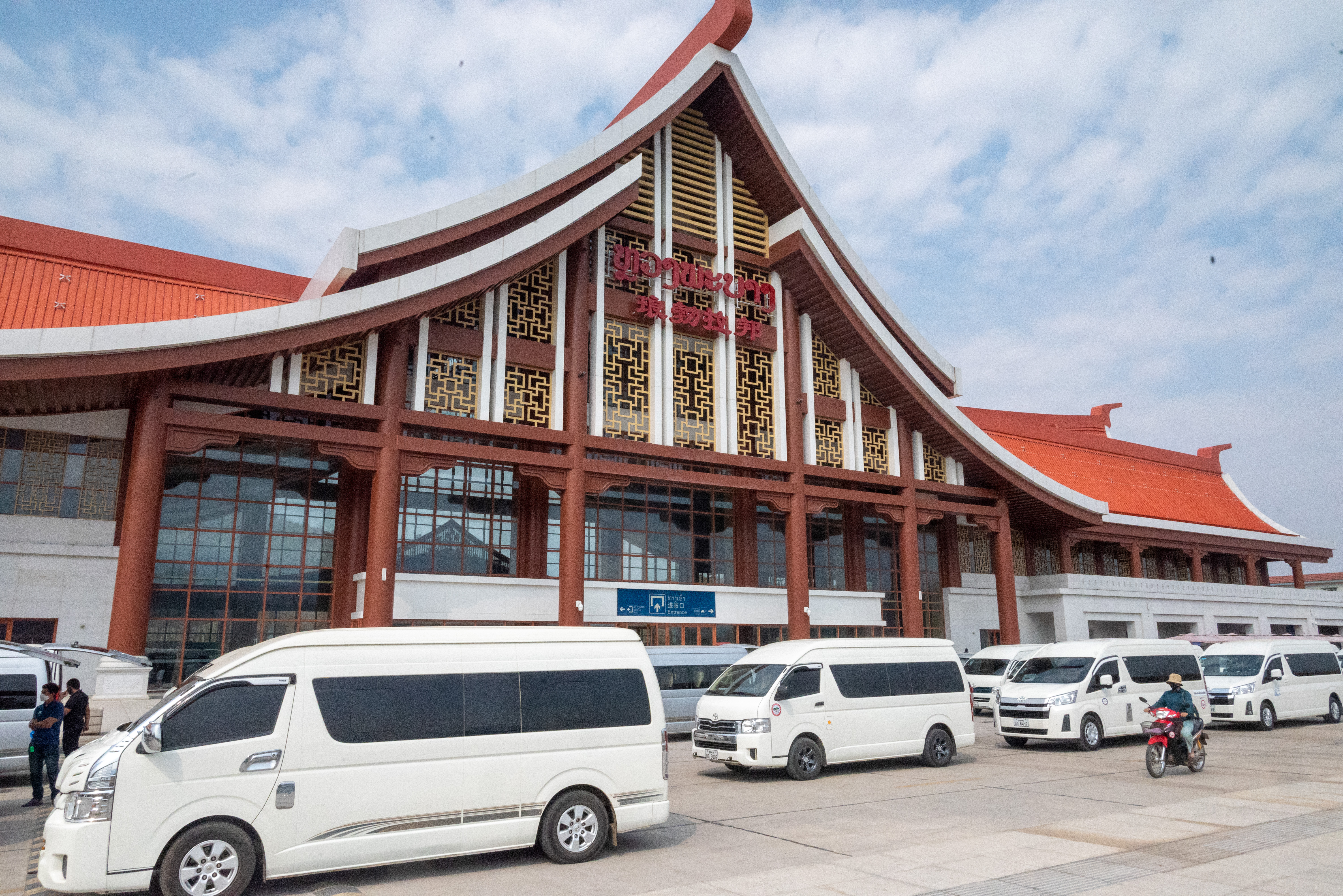
Bahnhof in Luang Prabang